# 笈多王朝
笈多王朝（319年－550年），又称笈多帝国，是以恆河流域中下游為基地的大帝國，曾統治印度次大陸中的許多地區，是印度歷史上其中一個最兴盛的时期，稱為印度的黃金時代，在歷史上佔有重要地位。笈多王朝的和平及富裕使得百姓可以在致力於科學及藝術的發展，在科技、工程、藝術、辩证法、文學、邏輯學、數學、天文學、宗教及哲學上都有許多的成就，這些也是印度教文化的重要成份。
笈多王朝著名的國王有旃陀羅·笈多一世、海護王沙摩陀羅·笈多及超日王旃陀羅·笈多二世。四世紀的梵語詩人迦梨陀娑認為笈多王朝打敗了約二十一個王國，有在印度境內的，也有在其他地區的，這些王國包括塞族王國、胡那人、柬埔寨、在阿姆河谷東西的部族、紧那罗王国、吉罗陀人等。
笈多王朝在建築、雕塑和繪畫上有高度的成就。當時的學者，像迦梨陀娑、阿耶波多、伐羅訶密希羅、毗濕奴·夏爾馬及Vatsyayana都在學術上有高度的成就。

## 笈多王朝興衰

### 建立期
三世紀以後，贵霜帝國逐漸衰落，南亞次大陸的西北部和北部地區分裂成許多小國。這些小國一部份被笈多王朝統一，另一部份則被北疆境外来的的嚈噠人（大月氏王寄多罗的后裔）所滅。當時恆河上游地區一個小國君主室利笈多家族逐漸強盛，制服附近小國並自稱「大王（摩訶羅闍）」。
室利笈多之孫，旃陀羅·笈多一世時，勢力更盛，約在308年，旃陀羅笈多娶當地著名部族离车公主鳩摩羅提毗（Kumaradevi）為妻，离车族統治華氏城及附近地區，旃陀羅·笈多因婚姻關係繼承了華氏城，令笈多家族實力大增。320年，旃陀羅·笈多一世正式建立笈多王朝，定都吠舍離（今巴塞爾城）。

### 兴盛期
旃陀羅·笈多一世，在位十六年（319-335年），為新興王國奠定牢固基礎，使附近一些小君主國逐漸臣服，以致今比哈爾邦的大部份、北方邦、西孟加拉邦都處於王朝之統治下。
旃陀羅·笈多一世之子海護王（335-380年在位）開始大規模向外擴張，征服恆河上游地區及印度河流域東部地區，然後回師東進，征服恆河下游及三角洲，最後揮師南下，進抵奧里薩及德干高原東部，甚至南印大國帕拉瓦王國也臣服於笈多王朝並納貢，勢力直抵蘇門答臘及爪哇。海護王文武全才，被稱為「卡維羅闍」，即詩人國王。
海護王之子超日王（380-413年在位），笈多王朝達到極盛期，納伽人（貴霜人後裔）勢力被征服。在西方面對三大勢力，分別是西北印度河流域以東地區的馬拉瓦人及卡提阿瓦人，他們臣服於笈多王朝。西部沿海地區古吉拉特的塞種人，與笈多王朝敵對。德干高原西南部地區的伐迦陀迦王國，超日王以自己的公主波罗婆伐地笈多下嫁其國王楼陀罗西那二世，兩國同盟。超日王在西方主要與南北修好，集中攻打塞種人的國家。388年起，超日王先後征服馬爾瓦、古吉拉特及卡提阿瓦，領土擴至阿拉伯海沿岸，控制北印度東西海岸的城市及港口。另把首都遷至華氏城（今巴特那），並在馬爾瓦建立行宮。在公元400年人口达到2800万人。

### 衰落期
超日王之子鳩摩羅笈多一世（415-455年）在位期間，國內矛盾激發，但是帝国人口达到峰值三千二百五十万。訥爾默達河流域的普士亞密多羅人叛亂，國王派太子塞建陀笈多率軍鎮壓，幾乎被擊敗，戰爭間，鳩摩羅笈多一世逝世，塞建陀笈多（455-467年）繼位並成功鎮壓叛亂。未幾，嚈噠人（大月氏王寄多罗的后裔）來襲，塞建陀笈多再率兵擊退敵人。
塞建陀笈多死後，內部分化及外敌入侵更盛，當時嚈噠人滅了印度河上游殘餘的貴霜勢力，嚈噠國王头罗曼以犍陀羅為據點大舉入侵印度，笈多的地方統治者反與嚈噠人結盟，嚈噠人在500年前後進佔朱木拿河及恆河流域。517年，頭羅曼成出征回朝中死去，其子摩酰逻矩罗（大族王，517-542年在位）繼位，再侵印度，531年抵瓜廖爾城，在那裡建太陽神廟，並立石歌功頌德，但在533年被摩腊婆的耶输陀曼和笈多王朝的国王擊敗，退至印度河以西地區，导致嚈噠人對印度的統治瓦解（533年），557年，波斯埃兰沙赫尔與突厥汗国联合下更滅了嚈噠國。嚈噠國的入侵對印度經濟政治造成嚴重毁壞，笈多王朝的地方長官自我稱王，印度又再次分成小國。

## 笈多王朝社會發展

### 政治發展
笈多王朝時期的印度社會組織仍以農村公社為主，而長期建立的奴隸制度正走到盡頭並被封建制度取代。在公元最初幾世紀的《政事論》中已提及不要把自由民變為奴隸的要求，並制定釋放奴隸的條件，包括能夠交回贖金的奴隸應被釋放，以出租地他人耕種徵收一部份收成取代奴隸制度。
中國赴印度求法的高僧法顯在《佛國記》中透露印度封建系統，指明國王、長者及居士皆擁有大量土地，而他們又把土地及動產捐予寺院僧侶，這種行為為合法手續，從而產生宗教地主。值得注意的是，法顯提到依附土地上的民戶皆隨土地轉移，這有別於一般奴隸，從一定意義上來說具有封建因素。另有自由農民，他們耕種王地，繳納租稅，欲去便去，欲往便往，與隨土地轉移的民戶形成對比。
在政治制度方面，笈多王朝實行中央集權制，最高統治者是大王，皇親貴族及婆羅門高僧做重臣及王室顧問。全國分若干省，省下設縣，省總督多由大王任命王子或其他親屬出任，縣級地方官由總督任命及管轄，協助國王進行統治顧問大臣及各級官吏，都從國王處領薪。

### 經濟發展
超日王与鳩摩羅笈多一世皆重視水利灌溉，特別加強水利工程建設．促使北印度農業發展，推動鐵農具使用，穀物種植包括大麥、小麥、水稻、黍米、豆類、芝麻等。經濟作物包括棉花、大麻、甘蔗、亞麻、生薑，另有蔬果培植，家畜業包括黃牛、水牛、駱駝、驢、綿羊及山羊，並且把著名的棉花種植引入其他鄰近國家，
笈多王朝的手工業同樣發達，包括棉織、絲織、毛織、武器製造、金屬製造、珠寶首飾、採礦冶金等、另造船業極盛，以產多槳帆船著名。貿易交換多為貴族之奢侈品，與亞歐非多國有來往。在印度發現大量羅馬、巴克特里亞及波斯埃兰沙赫尔之貨幣。超日王主力向西發展，這與爭奪西方出海口及控制西北商路有直接關係。
印度處於歐亞大陸中間。東方以恆河口的耽摩粟底港（今西孟加拉的米德納普爾縣的塔姆盧克港）為出海口．與東南亞及東亞諸國貿易，並於中南半島及馬來群島建立商業殖民地。西方以古吉拉特港口出阿拉伯與東非及波斯灣諸國貿易。陸路以西北部印度河流域出，北上中亞地區與絲綢之路連接，西通歐洲東至中國。輸出棉花、穀物、細布、掛氈、首飾、香料、靛藍、象牙等。輸入各國珍奇、絲綢、茶葉、白銅、瓷土、肉桂及黃蓮等。

### 文化發展
笈多王朝時印度教興起，大乘佛教盛行，然宗教可自由發展，大臣和將領就有信奉佛教及濕婆教。大乘佛教中心那爛陀寺由鳩摩羅笈多一世修建，其後成為笈多文化的學術中心。當中梵文詩人及劇作家迦梨陀娑更成為超日王王宮中的九寶之一，留傳有四部詩歌及三部劇作，《雲使》以戀人情書的形式描寫印度北部山水秀麗；《鳩摩羅出世》是關於濕婆及其妻兒的神話故事；劇作《沙恭達羅》是講述美麗善良少女沙恭達羅與國王豆扇陀的相愛及誤會分開的故事。另外，印度教的神聖史詩《羅摩衍那》、《摩訶婆羅多》也是在這一時期編成。
建築方面以阿旃陀石窟及愛羅拉石窟為經典。前者位於今馬哈拉施特拉邦奧藩加巴德縣之阿旃陀村附近，開鑿於瓦古爾納河谷的花崗岩壁上，共二十九個洞窟。於公元前一世紀至650年間建成，當中有四座佛殿及二十五座僧房，充分表現印度風格。室門依地勢建造，上有飛簷雕楣，下有石柱林立，有各類壁雕，多來自佛教傳說，然而卻洋溢生活氣息。愛羅拉石窟距奧藩加巴德十六公里，建於三世紀，完成予1300年，包括佛教、印度教及耆那教三種宗教廟宇，香火不斷。
另外在天文、數學、醫學、冶金方面笈多王朝亦有巨大成就，王朝後期的數學及天文學家聖使（阿耶波多）算出圓周率至小數位後四個字，並認定地球自轉。1881年發現的笈多王朝手稿巴赫沙利包括了不定方程、不盡根迫近等的算術問題。而誕生於笈多王朝，將公元前57年設為元年的超日王曆，是現今多數印度教徒採用的曆法，並為尼泊爾與印度數個州的官方日曆。

## 軍事組織

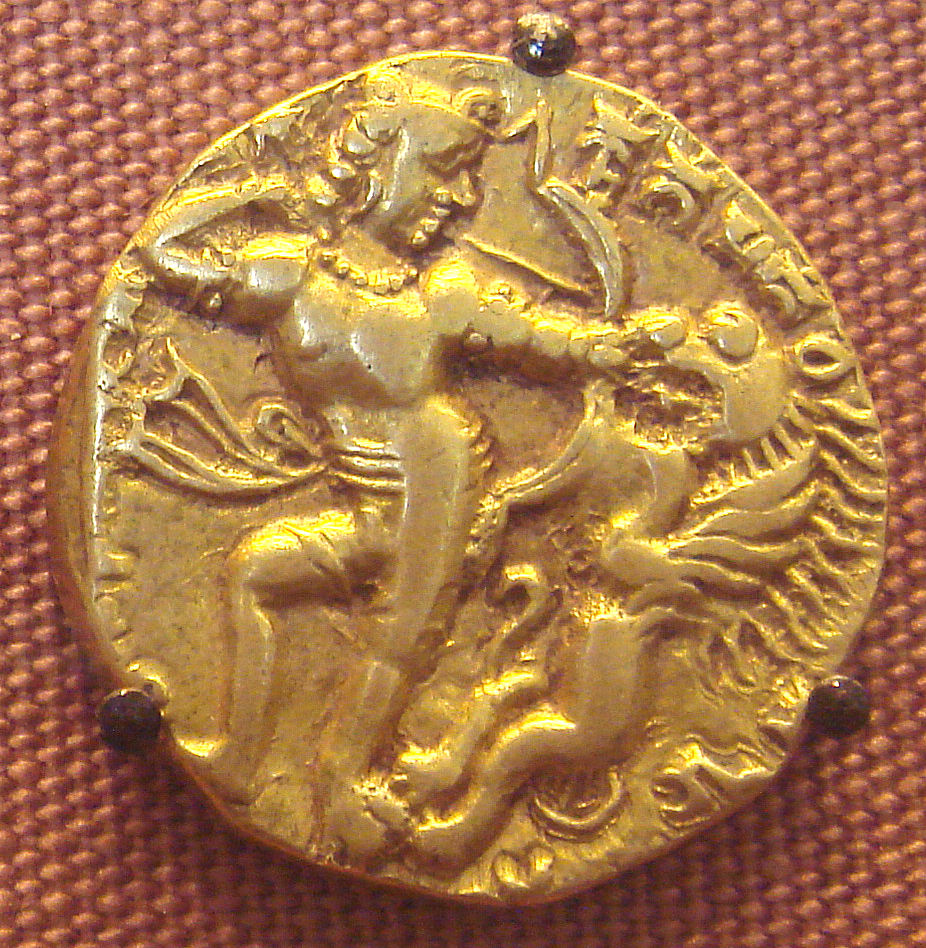
笈多王朝的金幣，上面有鳩摩羅笈多一世在拉弓的圖案

笈多王朝的成功和高效率的軍隊有密切關係。當時印度的軍事經典《Siva-Dhanur-veda》有一些對笈多王朝軍隊的描述。
笈多王朝的軍隊主要是以步兵弓箭手為主，弓也是部隊主要的武器。印度的長弓是由金屬或竹子所製成，箭是長的竹桿加上金屬頭。印度長弓和西方或中亞的複合弓不同，後者在潮濕的環境下容易翹曲，而印度因為氣候影響，印度長弓被譽為有長射程及強大穿透力的武器，也可以對抗騎馬的弓騎兵。鐵棒用來對抗有護甲的大象，火焰箭也是武器中的一部份。印度因為以往就有生產烏茲鋼的技術，有不少鋼的武器，鋼弓就是其中之一。由於鋼的高強度，鋼弓的射程長，而可以穿透厚的裝甲，不過相較於竹製的武器，鋼製武器較少見，一般也是給貴族使用，而不是在部隊中使用。弓箭手一般會由裝備有盾牌、標槍和長劍的步兵保護。
笈多王朝也有有關彈射器或其他複雜武器的知識。
笈多王朝不太常使用弓騎兵。在當時，很多笈多王朝的敵國（像西徐亞人、帕提亞人及嚈噠人）是以弓騎兵為軍隊的主力，不過笈多軍隊的紀律較好。像沙摩陀羅·笈多及旃陀羅·笈多二世等國王也了解戰略及後勤組織在戰爭中的重要性。笈多王朝戰勝東北方鄰國的勝利應該是將大象、騎兵及步兵弓箭手聯合作戰的結果。笈多王朝有海軍可以控制週遭的水域。
笈多王朝的軍隊在沙摩陀羅·笈多的時代曾打敗嚈噠人，但後來在嚈噠人作戰時戰敗，原因應該不是軍隊武力本身的缺陷，而是因為內部的動亂，使軍隊無法抵擋外敵，當時的西歐和中國也有類似的情形。
在旃陀羅·笈多二世的時代，笈多王朝的軍隊有五十萬的步兵、五萬的騎兵、二萬的戰車兵以及一萬頭象，船隻超過一百艘以上。當時旃陀羅·笈多二世統管印度次大陸。笈多王朝是當時世界上最強的帝國之一，同時期歐洲的西羅馬帝國已在走下坡了，而中國也正值五胡十六國時期。

## 笈多王朝帝系
- 室利笈多（英语：Sri-Gupta）
- 旃陀羅笈多一世（319-335年在位），室利笈多之孫。
- 海護王（沙摩陀羅笈多，335-380年在位），旃陀羅笈多一世之子。
- 旃陀羅笈多二世（380-415年在位），一般认为他就是超日王；海護王之子。
- 鳩摩羅笈多一世（英语：Kumaragupta I）（415-455年在位），超日王之子。
- 塞建陀笈多（英语：Skandagupta）（455-467年在位），鳩摩羅笈多一世之子。
- 補羅笈多（英语：Purugupta）（467-473年在位）
- 鳩摩羅笈多二世（英语：Kumaragupta II）（473-476年在位）
- 覺護王（英语：Budhagupta）（佛陀笈多，476-495年在位）
- 幼日王（英语：Narasimhagupta）（婆羅阿迭多、那羅僧訶笈多，495-530年在位）
- 鳩摩羅笈多三世（英语：Kumaragupta III）（530-540年在位）
- 毗湿奴笈多（英语：Vishnugupta (Gupta Empire)）（540-550年在位）

## 圖片

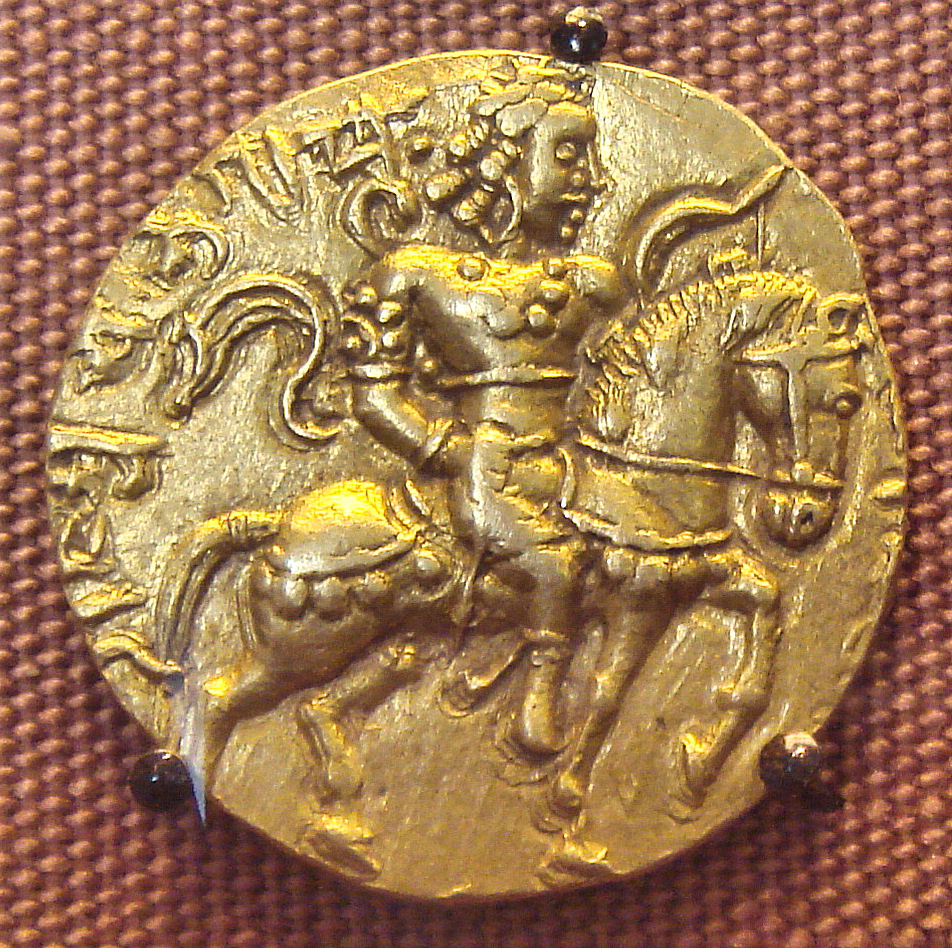
旃陀羅笈多二世金幣
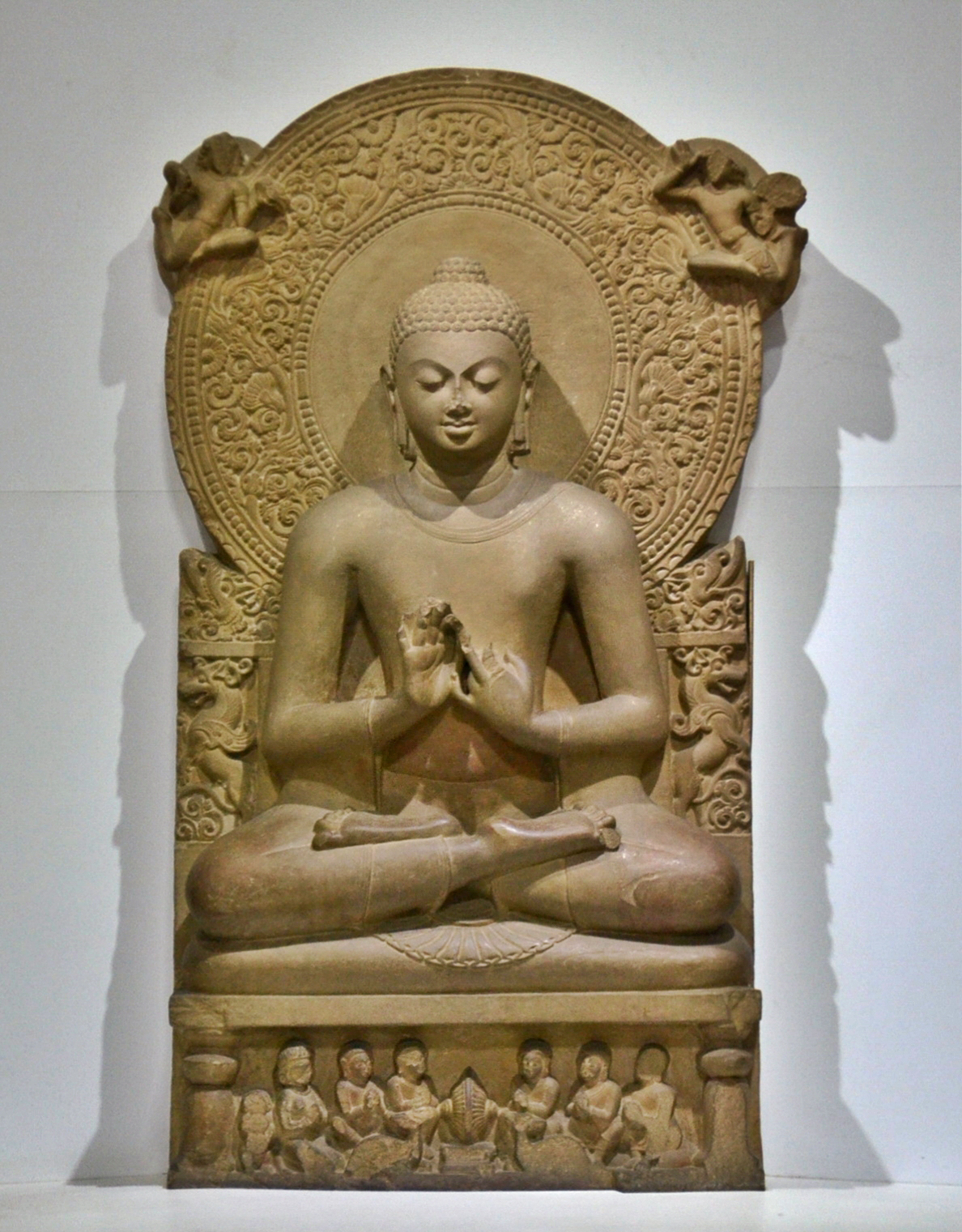
笈多時期鹿野苑佛像
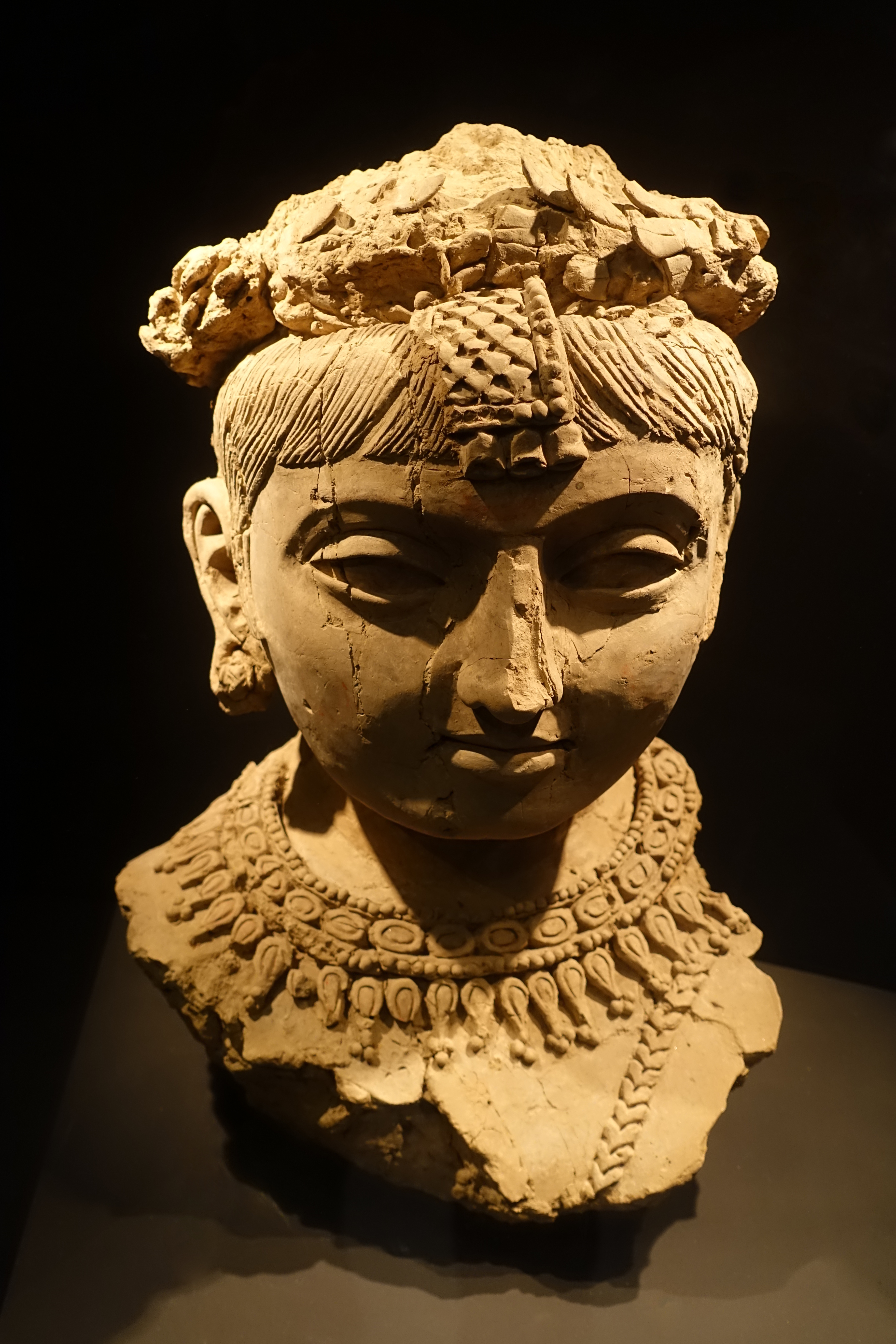
笈多時期佛像
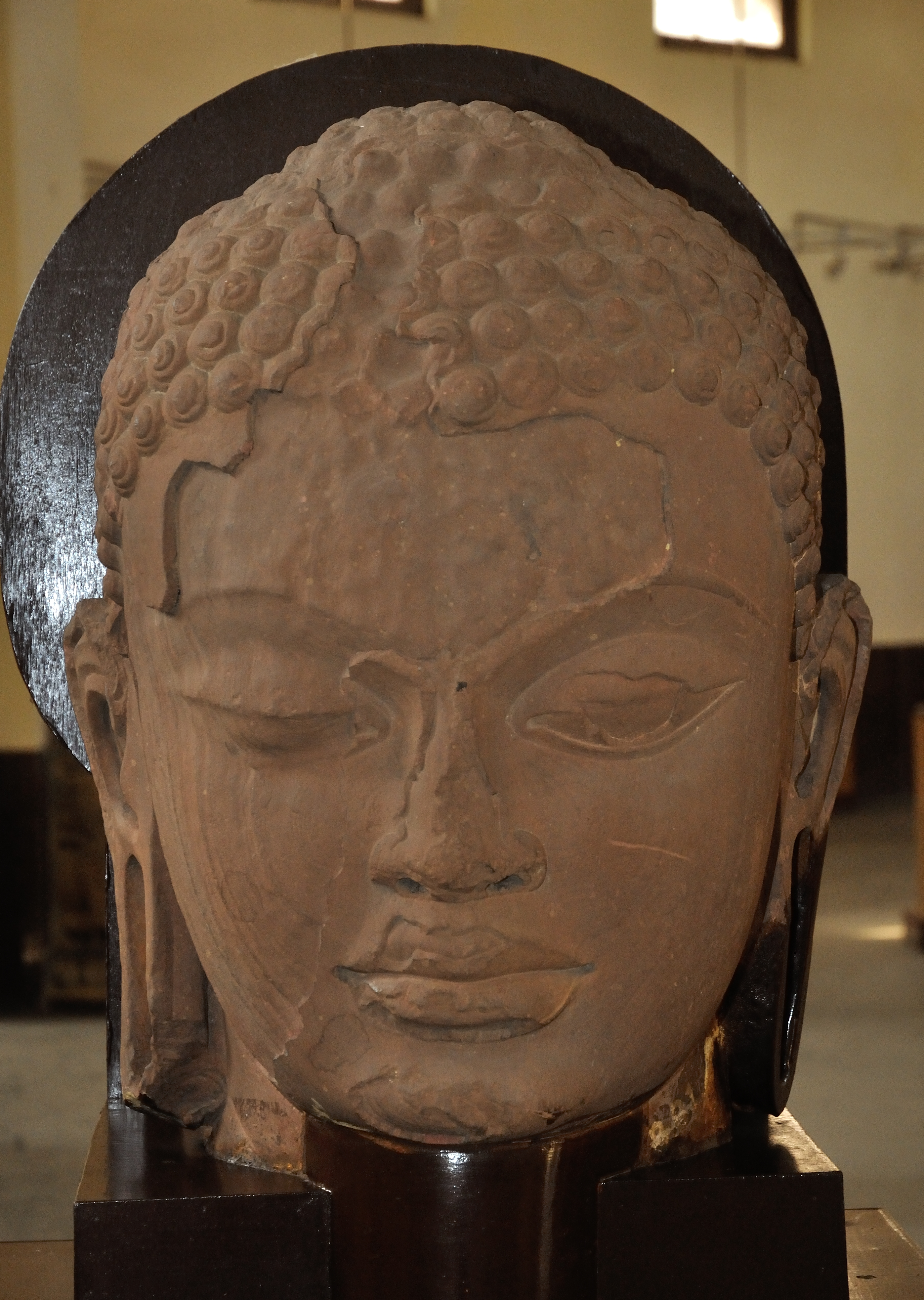
笈多時期耆那教蒂爾丹嘉拉雕像
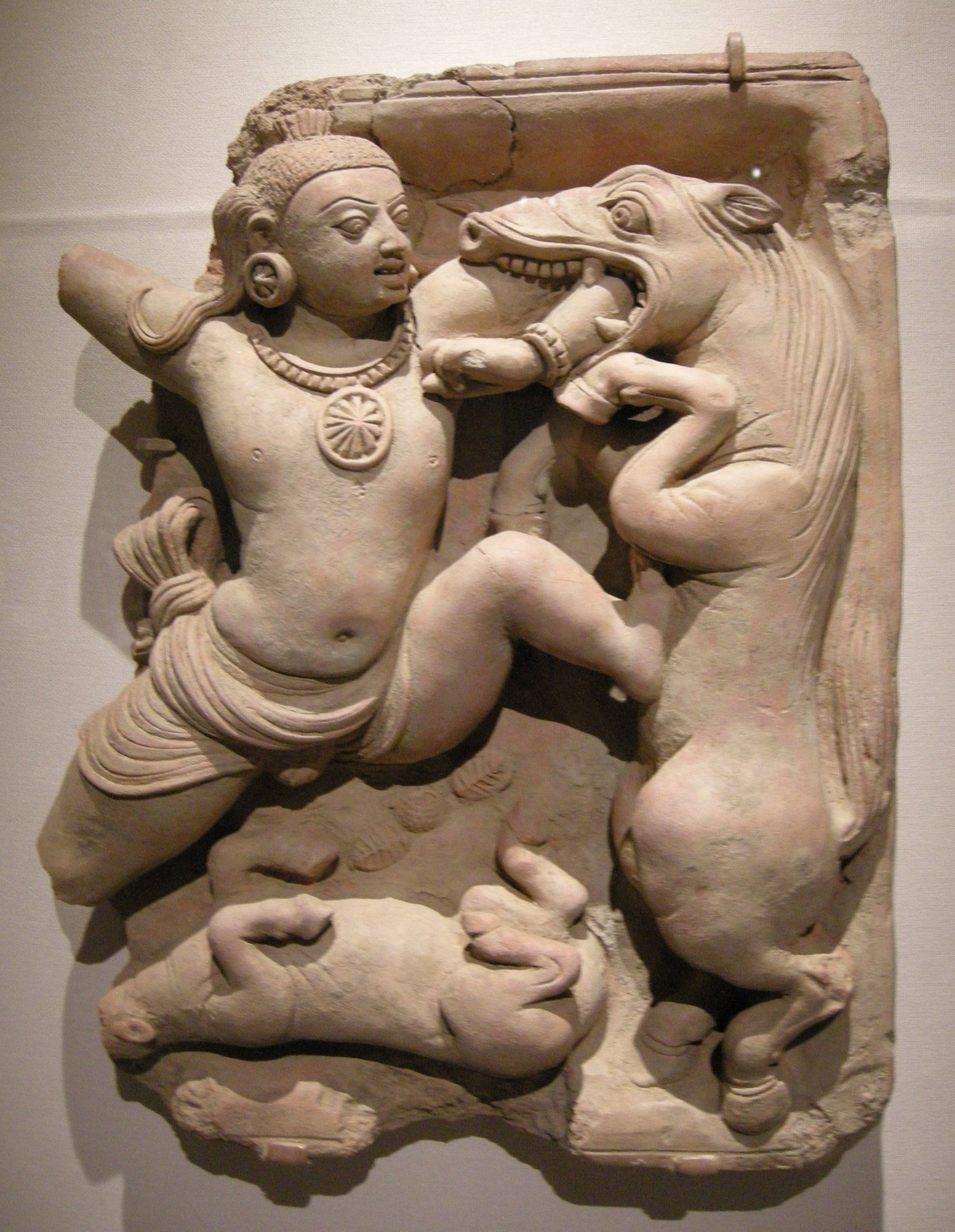
笈多時期克里希那伏魔雕塑
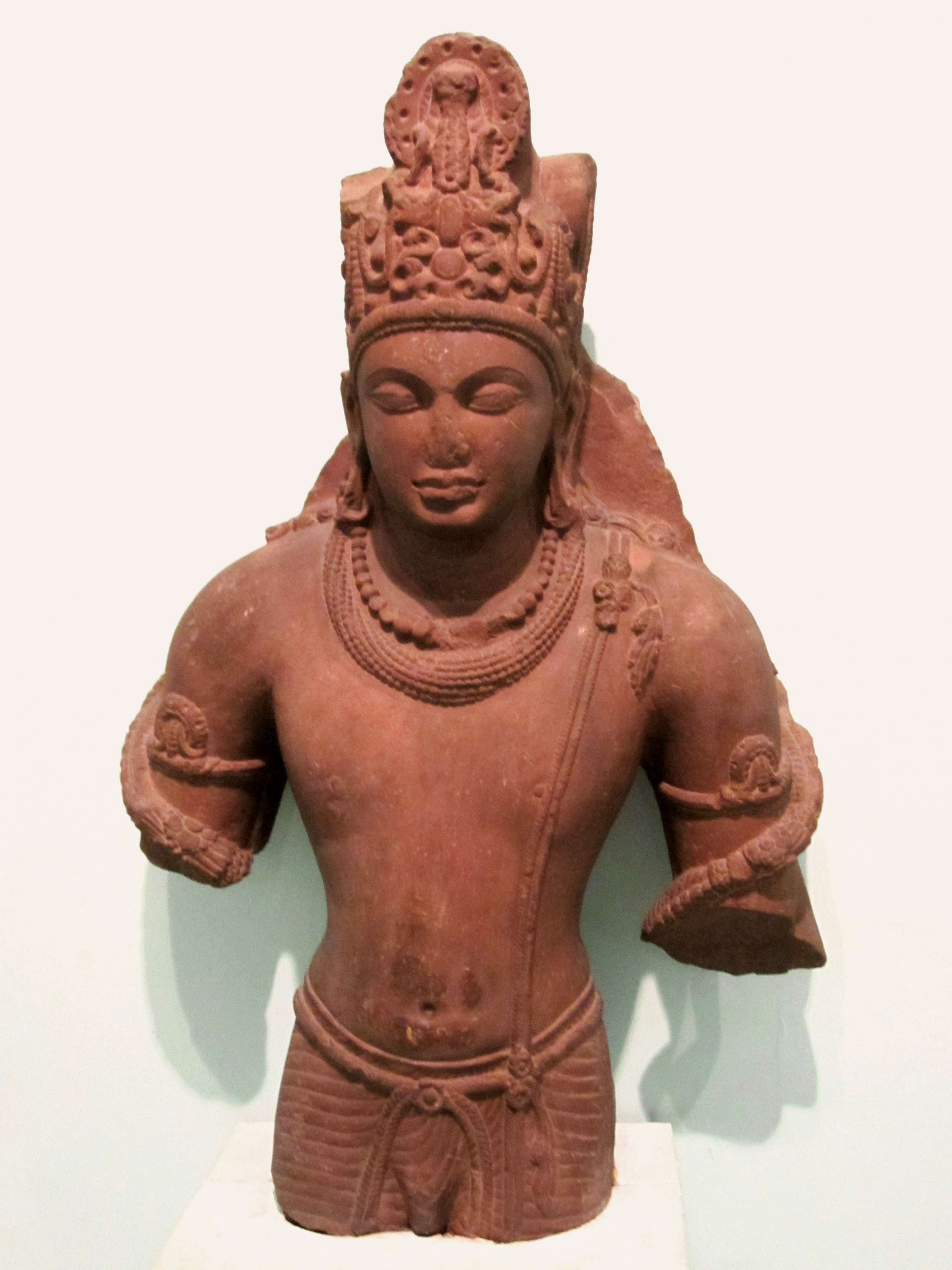
笈多時期毗濕奴雕像
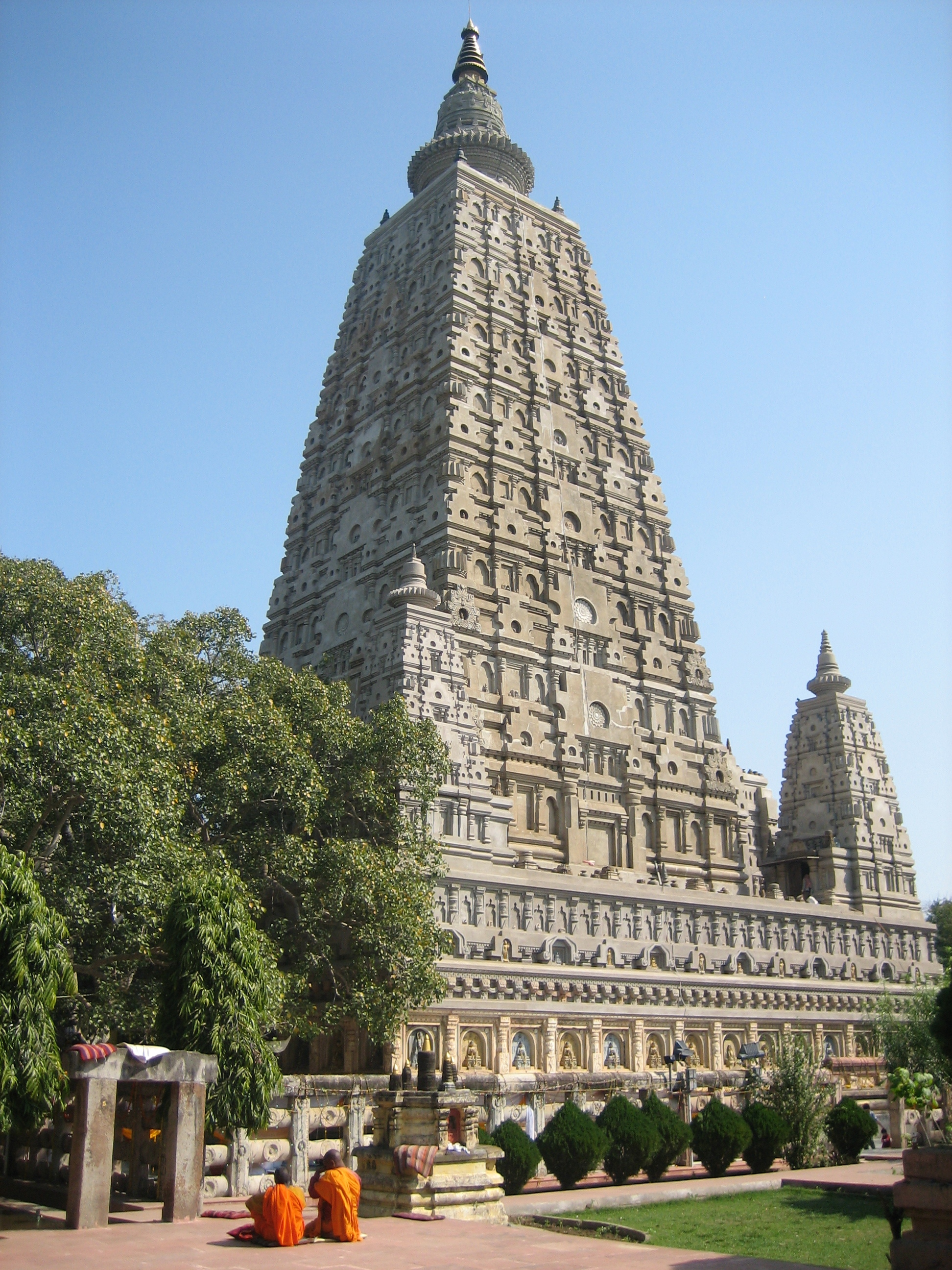
摩訶菩提寺，笈多時期建築。
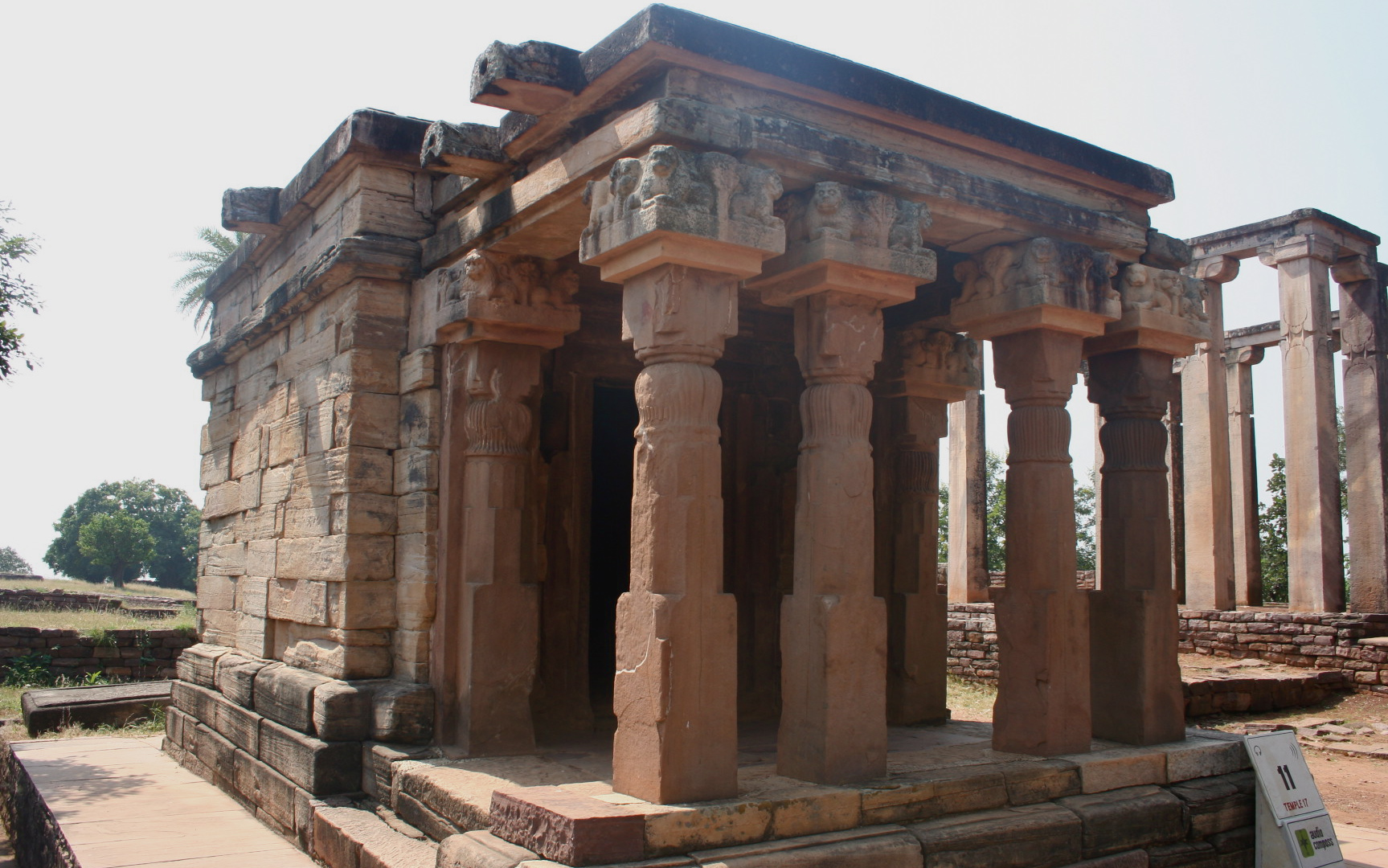
桑吉佛寺，笈多時期建築。

## 腳註
1. ↑  . （原始内容存档于2009年11月1日）.
2. ↑  GUPTA DYNASTY, GOLDEN AGE OF INDIA 的存檔，存档日期2009-08-02.. nupam.com
3. ↑  India – Historical Setting – The Classical Age – Gupta and Harsha （页面存档备份，存于）. Historymedren.about.com (17 June 2010). Retrieved on 2011-11-21.
4. ↑  Ancient India. The Age of the Guptas. wsu.edu
5. ↑  Gupta Empire in India, art in the Gupta empire, Indian history – India （页面存档备份，存于）. Indianchild.com. Retrieved on 2011-11-21.
6. ↑  Raghu Vamsa v 4.60–75
7. ↑  Gupta dynasty (Indian dynasty) （页面存档备份，存于）. Britannica Online Encyclopedia. Retrieved on 2011-11-21.
8. ↑  Mahajan, p. 540
9. ↑  Gupta dynasty: empire in 4th century （页面存档备份，存于）. Britannica Online Encyclopedia. Retrieved on 2011-11-21.
10. ↑  林之满  萧枫　主编. . 辽海出版社. 27 January 2014: 105–  [2014-05-04]. GGKEY:5F3CQR3CACJ. （原始内容存档于2014-09-29）.
11. ↑  . Amuseum.cdstm.cn.   [2014-04-30]. （原始内容存档于2020-07-11）.
12. ↑  . Highscope.ch.ntu.edu.tw. 2009-08-21  [2014-05-10]. （原始内容存档于2021-03-05）.